# Porrhomma ozrenense
Espèce
Porrhomma ozrenense est une espèce d'araignées aranéomorphes de la famille des Linyphiidae.

## Distribution
Cette espèce est endémique de Bosnie-Herzégovine. Elle se rencontre à Maglaj dans la grotte Pećina Mokra Megara.

## Description
Le mâle holotype mesure 2,16 mm et la femelle paratype 2,72 mm.

## Systématique et taxinomie
Cette espèce a été décrite par Komnenov en 2025.

## Étymologie
Son nom d'espèce, composé de ozren et du suffixe latin -ensis, « qui vit dans, qui habite », lui a été donné en référence au lieu de sa découverte, les monts Ozren.

## Publication originale
- Komnenov, 2025 : « A new troglobitic species of the genus Porrhomma (Araneae: Linyphiidae) from Bosnia and Herzegovina with taxonomic remarks on its relative Porrhomma egeria Simon, 1884. » Zootaxa, no 5642(2), p. 178-190.